# Monroeville (Alabama)
Monroeville település az USA Alabama államában, Monroe megyében, melynek megyeszékhelye is. Lakosainak száma 5951 fő (2020. április 1.).

## Népesség
A település népességének változása:

| 2010 | 6 519 |
| 2020 | 5 951 |